# Тотева, Mapa
Мария Тотева Атанасова, известная как Mapa Тотева (24 октября 1898, Варна, Княжество Болгария — 3 июня 1932, Враца, Третье Болгарское царство) — болгарская актриса
, режиссёр, театральный деятель.

## Биография
Училась в женской гимназии в Варне. Дебютировал на сцене в 1918 году.
В 1918—1921 годах — актриса Варненского опереточно-драматического товарищества. Затем, в 1920—1928 годах работала в театрах Пловдива, Руссы, Варны, в передвижном «Популярном театре», который выступал в городах и сёлах Болгарии. Выступала как актриса и режиссёр в передвижных театрах мужа Георгия Донева «Народный театр» и «Современный драматический театр», который после смерти Тотевой в 1932 году был переименован в её честь.
Исполнение Тотевой отличалось ярким темпераментом, выразительной мимикой, одухотворённостью и глубиной. С успехом исполняла роли наивных девушек и драматические роли. Выступала также в оперетте.
Мара Тотева является выдающимся деятелем болгарского провинциального театра.

## Избранные роли
- Недда («Пленник из Трикери» Мутафова),
- Панна Маличевская (о. п. Запольской),
- Дездемона («Отелло» Шекспира)
- Амалия («Разбойники» Шиллера),
- Магда («Родина» Зудермана),
- Тереза Ракен (о. п. Золя),
- Маргарита Готье («Дама с камелиями» Дюма-сына),
- Сильва («Королева чардаша» Кальмана)
- Соня — («Преступление и наказание» Достоевского)
- Ирина — («Борислав» Вазова)

и др.